# Río Imjin
El río Imjin (en hangul, 임진강; en hanja, 臨津江; romanización revisada, Imjingang; McCune-Reischauer, Imjin'gang) es un río de Corea del Norte y Corea del Sur. Fluye de norte a sur, cruzando la zona desmilitarizada, y se une al río Han aguas abajo de Seúl, muy cerca del mar Amarillo.

## Historia
El río Imjin fue lugar de dos importantes batallas: la Batalla del río Imjin, durante la guerra de los siete años en 1592, y la batalla del río Imjin que tuvo lugar durante la guerra de Corea.

## Características

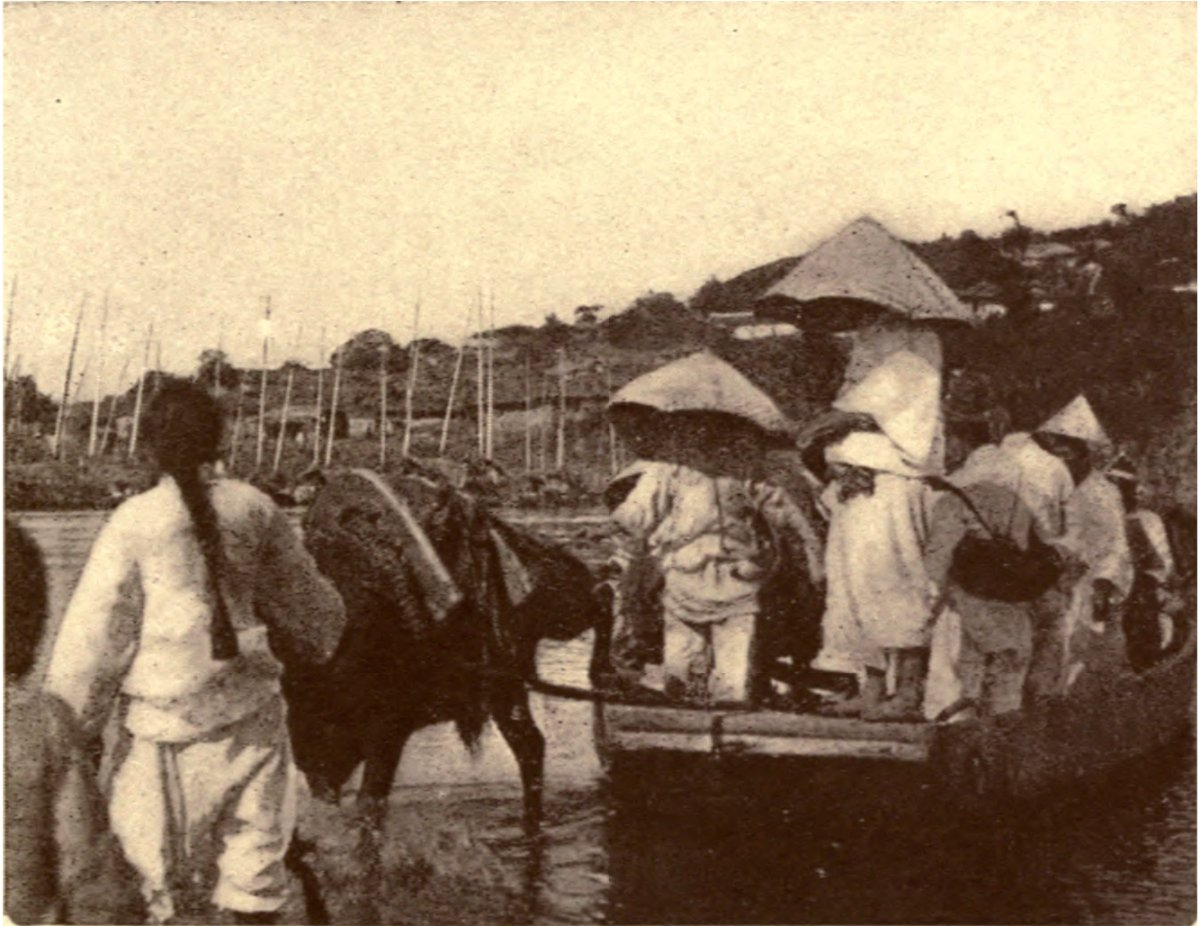
Ferry en el río Imjin en 1889.

En tiempos normales, el canal activo por el que el río Imjin discurre es solo de alrededor de 45 a 60 metros de los 370 m de ancho del cauce que atraviesa, que está rodeado por acantilados de roca de paredes casi verticales de aproximadamente 25 m por encima del nivel medio del agua. Durante la temporada de lluvias de Corea en julio y agosto, el Imjin se convierte en un torrente, limitado en gran medida por sus orillas rocosas. Alimentado por sus afluentes más grandes y muchos pequeños arroyos de montaña, llega a alcanzar niveles de 15 metros sobre el nivel medio del agua y una velocidad de 6 m/s, aumentando su nivel a un ritmo de más de seis metros por hora.
Durante el severo invierno coreano con vientos helados, una gruesa capa de hielo se forma en el río. Las fluctuaciones en el nivel del río y la acción de las mareas, sobre todo en los tramos inferiores, suelen romper el hielo causando que grandes cantidades de hielo se acumulen.